# Alpha Sports
Pour les articles homonymes, voir Alpha (homonymie).

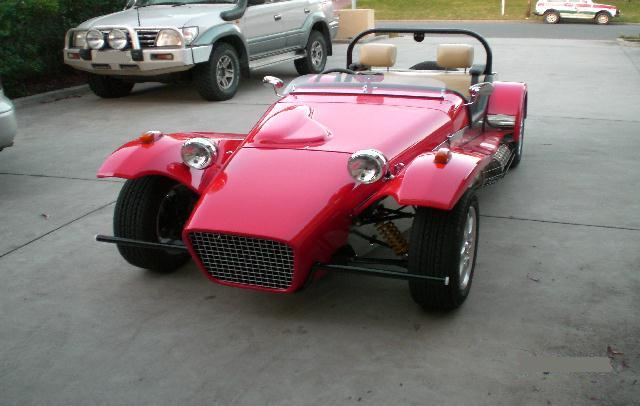
Modèle ASP 320 G, équipé d'un moteur Toyota 4AGE 20 soupapes 1,6 L à double arbre à cames.

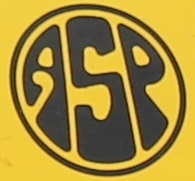

Alpha Sports (ASP) est un constructeur australien de voitures en kit. Il fabrique des voitures de sport basées à l'origine sur le style de la Lotus Seven, mais elles ont évolué pour créer leurs propres designs distinctifs.
En 1962, Rory Thompson (en compagnie de Ray Lewis) a construit des voitures de type Lotus Seven sous le nom de « Bacchus Clubman ». Ils ont utilisé des moteurs BMC B-Series 1500. Plus tard, ils ont nommé leur entreprise ASP, Alpha Sports Productions, avec un atelier situé à Alpha House, Alpha Street, Kensington, Adélaïde, Australie. La première voiture et quelques-unes des suivantes utilisaient des moteurs Ford 1500, mais la plupart des premières ASP (route et course) utilisaient des moteurs à tige de poussée Toyota 3-K 1200/1300.
Actuellement[Quand ?], la société construit l'ASP 320 G Clubman utilisant le moteur Toyota 4AGE 20 Valve 1,6 litre DACT. Le châssis peut néanmoins s'adapter à d'autres moteurs.
L'ASP 350/570, plus grande, est équipée de moteurs V6 et V8 respectivement. La conception du châssis permet d'installer une grande variété de moteurs. Les voitures ont été conçues pour être construites avec des moteurs et des groupes motopropulseurs Holden.
Les voitures Alpha Sports sont toujours en production à Adélaïde, en Australie-Méridionale, avec plus de 15 voitures en production et plusieurs demandes en cours. Tous les modèles d'ASP sont en cours de construction avec des plans pour construire un nouveau véhicule plus moderne pour répondre aux préférences changeantes de l'industrie automobile.